# Dipsacus cephalarioides
Dipsacus cephalarioides är en tvåhjärtbladig växtart som beskrevs av Henry John Matthews och Kupicha. Dipsacus cephalarioides ingår i släktet kardväddar, och familjen Dipsacaceae. Inga underarter finns listade i Catalogue of Life.